# Джапаридзе, Реваз Андреевич
Реваз Андреевич Джапаридзе (груз. რევაზ ჯაფარიძე, 23 мая 1923, Баджити, Имеретия — 30 августа 1999) — грузинский советский писатель и киносценарист. Грузинский политик.

## Биография
Участник Великой Отечественной войны. Член ВКП(б) с 1945 года.
Печатался с 1949 года, первый рассказ — «სიზმარი ზღვაზე» («Сон на море»). В 1955 году принят в Союз писателей Грузии.
Окончил философский факультет Тбилисского государственного университета (1956).
Работал заведующим прозаическим отделом журнала «Мнотоби». Выступал и как переводчик на грузинский язык («Конармия» И. Э. Бабеля, рассказы Н. С. Тихонова и др.).
С 1992 по 1995 год — депутат Парламента Грузии 3-го созыва, избран от избирательного блока «Мир». Член Комиссии по защите прав человека и делам национальных меньшинств Парламента Грузии третьего созыва (1992—1995), Комиссии по культуре 3-го созыва Парламента Грузии (1992—1994), Временной комиссии по изучению текущих процессов в регионе Самегрело Парламента Грузии 3-го созыва (1992—1995), Государственной конституционной комиссии Парламента Грузии 3-го созыва (1993—1995).
Похоронен в Дидубийском пантеоне писателей и общественных деятелей в Тбилиси.

## Фильмография
- 1971 — Гела (короткометражный)
- 1958 — Чужие дети

## Память
Именем Реваза Джапаридзе названа улица в Тбилиси.